# Confession des remontrants
La Confession des remontrants, (ou remonstrants), ou encore selon son titre complet la Confession ou déclaration du sentiment des pasteurs surnommés remontrants, désigne la confession de foi de la fraternité remontrante, publiée en 1621.

## Contexte historique
Le synode de Dordrecht (1618-1619) condamne l'arminianisme au plan doctrinal, et expulse les pasteurs qui s'y rattachent, interdisant tout office religieux ou réunion aux remontrants. Certains se réfugient à Anvers en 1619, où ils posent les bases d'une nouvelle communauté ecclésiale, sous le nom de fraternité remontrante réformée. Johannes Uytenbogaert et Simon Episcopius, qui avaient trouvé refuge à Rouen, et Grevinchoven, ancien prédicateur de Rotterdam réfugié dans le Holstein, assumèrent la direction de la fraternité tandis que trois prédicateurs exilés retournaient secrètement dans leur pays pour s'occuper des congrégations qui y étaient restées. En effet, il restait encore un nombre considérable de personnes favorables à la conception arminienne de la grâce et de l'élection, et elles manquaient de pasteurs. En 1621, Episcopius, le théologien majeur des remontrants, rédigea une Confessio sive declaratio sententiæ pastorum qui Remonstrantes vocantur [Confession ou déclaration du sentiment des pasteurs surnommés remontrants], dont la traduction néerlandaise connut une large diffusion. L'auteur et théologien baptiste Mark A. Ellis explique ainsi la motivation des remontrants dans la rédaction cette confession de foi : « Ils la souhaitent comme une déclaration concise et facilement compréhensible de leur foi, et comme un correctif des publications des Actes du synode de Dordrecht qu'ils considéraient comme une mauvaise représentation de leurs vues. »

## LaConfessionde 1621

### Objectifs
En ce qui concerne la portée de la Confession, celle-ci était censée être non-contraignante :

« De nombreux [remontrants] furent hésitants, craignant de mettre en place le même type de crédo qui avait abouti à leur persécution et à leur bannissement. La préface de la Confession, que les remontrants considéraient comme faisant partie intégrante du document, souligne son caractère non contraignant. »

En ce qui concerne les objectifs de la Confession, celle-ci devait permettre de faire taire les fausses déclarations des opposants, d'encourager et d'unir les remontrants. En outre Epsicopius est celui qui mena finalement ce projet à bien :
« La société jugea finalement plus important de faire la preuve de son orthodoxie à ceux qui souhaitaient les aider, de faire taire les fausses déclarations de leurs opposants et, surtout, d'encourager et unir les remontrants, alors en détresse et éparpillés. Ils choisirent Episcopius et deux autres pour l'écrire mais celui-ci finit par faire le travail tout seul. »

### Le texte
La Confession fut achevée et approuvée en 1620. L'édition néerlandaise fut publiée en 1621, la version latine en 1622.
Le texte est composé d'une préface et de 25 chapitres, qui traitent successivement des sujets suivants :
- Chapitre 1 : Les saintes écritures.
- Chapitres 2-6 : La nature, les actes et le mode de providence de Dieu.
- Chapitres 7-10 : Les œuvres du Christ pour le salut des hommes.
- Chapitres 11-16 : Aspects de la vie spirituelle chrétienne.
- Chapitres 17-20 : Mode d'élection de Dieu et considérations eschatologiques.
- Chapitres 21-25 : Considérations sur l'église et sur le ministère chrétien.

## Vues théologiques

### Héritage théologique
Roger E. Olson note que la Confession est en grande partie alignée sur les vues de Jacobus Arminius.
Ellis ajoute que « la Confession ne reflète pas uniquement la théologie d'Arminius. Elle représente également ceux qui étaient arminiens avant Arminius (comme Wtenbogaert et des pasteurs plus anciens), ainsi que les propres impulsions créatrices d'Episcopius. » 

### Réfutation des accusations de socinianisme
Dans la Confession, les remontrants ont clairement réfuté les accusations de socinianisme sur la divinité du Christ et de la trinité :

« Par conséquent, le Fils et le Saint-Esprit, bien que les deux soient divins en ce qui concerne leur hypostase, leur manière et leur ordre, ils sont vraiment distincts du Père; néanmoins ils sont véritablement associés au père par la même divinité ou essence divine et par la même nature considérées absolument et communément [...] ». 

### Affirmation de la dépravation totale
Dans les Cinq articles de remontrance, les remontrants avaient nié le pélagianisme et l'ont réaffirmé dans la Confession, en affirmant la dépravation totale de l'homme :

« Parce qu'Adam était la souche et la racine de tout le genre humain, il a donc impliqué non seulement lui-même, mais aussi toute sa postérité (comme si elle était contenue dans ses reins et sortait de lui par génération naturelle) dans la même mort et la même misère que lui, de sorte que tous les hommes sans discrimination, à l'exception de notre Seigneur Jésus-Christ, sont, par ce seul péché d'Adam, privés de ce bonheur primitif et dépourvus de la vraie justice nécessaire à la vie éternelle, et sont donc désormais nés sujets à cette mort éternelle dont nous avons parlé et à de nombreuses misères. »
« C’est de là que la nécessité suprême, mais aussi l’avantage de la grâce divine, préparée pour nous dans le Christ Sauveur avant les âges, est clairement apparue. Sans cela, nous ne pourrions ni retirer le joug misérable du péché, ni faire quoi que ce soit de vraiment bon par toute religion, et enfin ne jamais échapper à la mort éternelle ou à une punition légitime du péché. Nous ne pourrions jamais obtenir le salut éternel sans lui ou par nous-mêmes. » 

### Affirmation de la grâce prévenante
Dans les Cinq articles de remontrance, les remontrants avaient nié le semi-pélagianisme et l'ont réaffirmé dans la Confession, en affirmant la grâce prévenante de Dieu : 

« Nous pensons donc que la grâce de Dieu est le commencement, le progrès et l'achèvement de tout bien, de sorte que même l'homme régénéré ne peut, sans cette grâce précédente, excitante, suivante et coopérante, penser, vouloir ou finir toute bonne chose en vue d'être sauvé, ou de résister aux attirances et aux tentations du mal. »

Ils différaient de leurs adversaires non pas sur la nécessité de la grâce, mais sur la conviction qu’une personne pouvait « mépriser et rejeter la grâce de Dieu et résister à son fonctionnement ». Roger Olson voit dans ce passage et ailleurs dans la Confession une représentation de la grâce prévenante, cohérente avec celle présentée par Charles Wesley.

### Affirmation de la préservation conditionnelle des saints
Dans les Cinq articles de remontrance, les remontrants ont proposé que la persévérance des saints puisse être conditionnelle à la foi et à l'obéissance. Entre 1610 et la procédure officielle du Synode de Dordrecht (1618), les remontrants furent persuadés de la préservation conditionnelle des saints et de la possibilité d'apostasie, qui consiste en le fait qu'un vrai croyant est capable de se détacher de la foi et de périr éternellement en tant qu'incroyant. Ils ont formalisé leurs points de vue dans l'Opinion des remontrants (1618) présenté officiellement au synode de Dordrecht.
Dans la Confession, les remontrants ont simplement confirmé cette opinion de plusieurs manières. Par exemple, ils ont soutenu que :
 « Même s'il est vrai que ceux qui ont pris l'habitude de la foi et de la sainteté peuvent seulement difficilement retomber dans leur ancienne vie profane et insolente, nous croyons néanmoins qu'il est tout à fait possible, sinon rarement le cas, qu'ils ne retombent peu à peu, jusqu'à ce qu'ils manquent complètement de leur foi et de leur charité antérieures. Et ayant abandonné la voie de la justice, ils retrouvent leur impureté terrestre qu’ils avaient réellement laissée, retournant comme des cochons se vautrer dans la boue et les chiens à leur vomi, et se retrouvent empêtrés dans les convoitises de la chair qu’ils avaient jadis véritablement fui. Et ainsi, totalement et à la fin, ils sont finalement arrachés de la grâce de Dieu, à moins qu’ils ne se repentent sérieusement avec le temps. » 

### Rejet de la scolastique
Ellis affirme au sujet de la scolastique réformée :

Nous trouvons dans la Confession un corollaire au rejet de la scolastique réformée : l'insistance selon laquelle toute théologie vraie est entièrement pratique et non spéculative ou théorique. Quelles que soient les équivoques modernes sur le sens de «théologie spéculative», pour Episcopius, cela signifiait une théologie dérivée de la raison plutôt que de l’Écriture et qui servait à satisfaire la curiosité théologique plutôt qu’à promouvoir le culte de Dieu. […] Cet accent mis sur la théologie en tant que science pratique est devenu l'une des caractéristiques de la théologie remontrante.

## Réception
La réception de la Confession fut mitigée au sein de l'Église réformée néerlandaise. Alors que certains la louaient, d'autres la critiquaient comme étant hétérodoxe. En 1626, Johannes Polyander et plusieurs collègues rédigèrent une Censure de la Confession, l'examinant section par section et exprimant des soupçons de socinianisme. En réponse, Episcopus publia une Apologia pro Confessione (1630), apportant des clarifications détaillées. Plusieurs théologiens, notamment des Pays-Bas, de France, d'Angleterre, du Danemark et d'Allemagne, la déclarèrent orthodoxe et modérée. Elle fut également approuvée par les anabaptistes.

## Révisions de 1940 et 2006
La Confession des remontrants de 1621 a été révisée et publiée sous une forme succincte en 1940, perdant l'essentiel de ses détails théologiques d'origine. Cette révision a été faite à titre de témoignage contre les prétentions spirituelles du national-socialisme au début de l'occupation allemande des Pays-Bas (1940-1945).
Une légère révision a ensuite été effectuée en 2006. Le texte ne commence pas par Dieu le Père (comme il est de coutume), mais par la personne qui réalise et accepte « que l'existence est infiniment plus grande que nous ne pouvons le comprendre ». Ensuite, il est fait référence à l'inspiration du Saint-Esprit; cela conduit à Jésus et Jésus fait référence à Dieu. Ce changement dans l'ordre classique de la confession chrétienne est remarquable, mais il caractérise également les points de vue contemporains des remontrants : « la foi commence avec les gens ».

### Citations
1. ↑  Le mot « remontrant » est souvent orthographié « remonstrant » selon l'usage du XVIe siècle conservé par le néerlandais.
2. ↑  Chisholm 1911.
3. ↑  Schaff et Herzog 1953, Chap. 2.
4. 1 2 3 4  Episcopius et Ellis 2005a, p. 5.
5. 1 2 3  Episcopius et Ellis 2005a, p. 9.
6. ↑  Episcopius et Ellis 2005b.
7. ↑  Episcopius et Taylor 1676.
8. ↑  Olson 2015. Quiconque lira la Confession des Remontrants de 1621, écrite par Episcopius, aura bien du mal à trouver le moindre désaccord substantiel avec les vues d’Arminius.
9. ↑  Episcopius et Ellis 2005b, Chap 3.3.
10. ↑  Episcopius et Ellis 2005b, Chap 7.1.
11. ↑  Episcopius et Ellis 2005b, Chap 7.10.
12. ↑  Episcopius et Ellis 2005b, Chap 17.6.
13. ↑  Episcopius et Ellis 2005b, p. 6.
14. ↑  Olson 2011. Ce n’est pas tout ce que la confession dit à propos de la grâce prévenante, mais tout le contexte indique de façon limpide que cette confession remontrante est tout à fait conforme au grand hymne de Charles Wesley.
15. ↑  DeJong 1968, p. 220 et suiv.. Les points trois et quatre du cinquième article du texte The Opinion of the Remontrants (1618) se lisent comme suit : Les vrais croyants peuvent déchoir de la foi véritable et tomber dans des péchés tels qu’ils ne peuvent être compatibles avec une foi véritable qui justifie; non seulement il est possible que cela se produise, mais cela arrive même fréquemment. Les vrais croyants peuvent tomber par leur propre faute dans des actions honteuses et atroces, y persévérer et y mourir; et donc enfin tomber et périr
16. ↑  Episcopius et Ellis 2005b, Chap 11.7.
17. ↑  Episcopius et Ellis 2005a, p. 7-8.
18. 1 2  Brandt 1726, p. 325-326.
19. ↑  Stanglin 2014, p. 43-45.
20. ↑  LBR 2019a, Confession des remontrants de 1940. Nous croyons en Dieu saint, tout-puissant, notre Créateur et Seigneur, dont la sagesse est insondable, dont le jugement concerne tout, Il est juste et miséricordieux, notre Père céleste, qui veut adopter tout le monde dans son amour; la source de tout bien. Nous croyons en Jésus Christ, Effigie du saint être de Dieu et à la révélation et à sa grâce. Pour tous il est venu et pour tous il est mort. Il rapproche l'amour éternel de Dieu, qui pardonne et réconcilie. Il nous appelle à travailler et à lutter dans le signe victorieux de la croix, et est pour l'homme et la communauté le chemin, la vérité et la vie. Nous croyons en l'Esprit Saint de Dieu, qui ouvre nos cœurs à la vérité et inspire en nous, afin que nous, dans la liberté de l'Esprit et amoureux l'un envers l'autre, nous soyons unis dans le culte et dans le saint service de Dieu. Nous croyons en la communion des saints, dans laquelle est fondée l'Église du Christ, qui est une dans la diversité. En tant que témoin du Christ sur la terre l'Eglise a la mission sacrée de prêcher l'Evangile et guider les âmes dans le voyage éternel. Nous croyons au Royaume de Dieu, qui est et qui viendra par la volonté et le pouvoir de Dieu. Ce royaume passe où le Christ règne dans les cœurs, et il vient dans sa plénitude lorsque Christ a vaincu. Alors Dieu sera dans sa gloire éternelle pour toujours : tout en tous. A Lui soit la gloire et l'honneur dans ce temps et l'éternité. Amen
21. ↑  LBR 2019a, Confession des remontrants 2006. Nous comprenons et acceptons Que la paix de l’âme ne se trouve pas dans la confession de certitudes Mais dans l’émerveillement devant ce qui nous arrive et nous est donné. Nous comprenons et acceptons Que la vocation de l’homme n’est point l’indifférence et la cupidité Mais l’attention pour l’autre et la solidarité entre toutes les créatures. Nous comprenons et acceptons Que l’existence de l’homme ne s’accomplit pas Grâce à ce qu’il est ou à ce qu’il possède. Mais grâce à ce qui est infiniment plus grand Que ce qui peut se concevoir. Fidèles à cette vision, nous croyons en l’Esprit de Dieu Qui surpasse toutes les divisions humaines Et fait tendre l’homme vers ce qui est sacré et bon, Afin que dans le chant et le silence, La prière et l’action, Il honore et serve Dieu.Nous croyons en Jésus, un homme rempli de l’Esprit de Dieu, Visage de Dieu qui nous regarde et nous dérange. Son amour pour l’homme l’a mené à la croix Mais il est vivant, au-delà de sa propre mort et de la nôtre. Exemple sacré de sagesse et de courage, Il nous rapproche de l’éternel amour de Dieu.Nous croyons en Dieu, l’Eternel, Amour insondable et fondement de notre existence, Lui qui nous montre le chemin de la liberté et de la justice, Et nous invite à un avenir de paix. Nous croyons que nous-mêmes, Faibles et faillibles comme nous sommes, Sommes appelés à constituer l’Eglise, signe d’espérance en union avec le Christ et avec tous ceux qui croient.Car nous croyons en l’avenir du monde et de Dieu, En cette patience divine qui nous offre Le temps de vivre, de mourir et de ressusciter Dans le Royaume présent et à venir, où Dieu sera pour l’éternité Tout en tous.A Dieu louange et honneur Maintenant et pour l’éternité. Amen
22. ↑  LBR 2019b, 1. La foi commence avec vous. Qu'est-ce que ça veut dire exactement?.

### Sources
- (en) Hugh Chisholm, « Remonstrants », dans Encyclopædia Britannica, vol. 23, 1911 (lire en ligne), p. 82
- (en) Peter DeJong, « The Opinions of the Remonstrants (1618) », dans Crisis in the Reformed Churches: Essays in Commemoration of the Great Synod of Dordt, 1618-1619, Grand Rapids, Reformed Fellowship, 1968 (lire en ligne)
- Gerard Brandt, Histoire Abregée De La Reformation Des Pais-Bas, vol. 2, Amsterdam, Ledet, 1730 (lire en ligne)
- (en) Simon Episcopius et Mark A. Ellis, The Arminian confession of 1621, Eugene, Pickwick Publications, 2005a (lire en ligne), « Introduction »
- (en) Simon Episcopius et Mark A. Ellis, The Arminian confession of 1621, Eugene, Pickwick Publications, 2005b (lire en ligne)
- (en) Simon Episcopius et Thomas Taylor, The confession or declaration of the ministers or pastors, which in the United Provinces are called Remonstrants, Londres, Printed for Francis Smith at the Elephant and Castle in Cornhil near the Royal Exchange, 1676 (lire en ligne)
- (nl) LBR, « Belijdenis », Landelijk Bureau Remonstranten, 2019a (consulté le 15 août 2019)
- (nl) LBR, « Wat geloven wij », Landelijk Bureau Remonstranten, 2019b (consulté le 15 août 2019)
- (en) Roger E. Olson, « Review of Oliver Crisp’s “Deviant Calvinism” Part Three », sur My evangelical, Arminian theological musings, 2015 (consulté le 10 novembre 2019)
- (en) Roger E. Olson, « J. I. Packer and Arminianism », sur My evangelical, Arminian theological musings, 2011 (consulté le 10 novembre 2019)
- (en) Phillip Schaff et Jakob Herzog, « Remonstrants », dans The New Schaff-Herzog Encyclopedia of Religious Knowledge, vol. 9, Grand Rapids, Baker, 1953 (lire en ligne)
- (en) Keith D. Stanglin, « The Rise and Fall of Biblical Perspicuity: Remonstrants and the Transition toward Modern Exegesis », Church History, vol. 83, no 1,‎ 2014, p. 38-59 (lire en ligne)